# Kyrgyzstan Airlines
Kyrgyzstan Airlines (Tiếng Nga: ОАО «Национальный авиаперевозчик «Кыргызстан Аба Жолдору») (mã IATA = R8, mã ICAO = KGA) là hãng hàng không quốc gia của Kyrgyzstan, trụ sở đặt tại Bishkek. Hãng có căn cứ chính ở Sân bay quốc tế Manas (Bishkek) và căn cứ phụ ở Sân bay Osh. Hãng hiện có các tuyến đường quốc nội, quốc tế và các chuyến bay thuê bao.
Kyrgyzstan Airlines có tên trong Danh sách các hãng hàng không bị Liên minh châu Âu cấm.

## Lịch sử
Kyrgyzstan Airlines được thành lập năm 1992, nguyên là chi nhánh hãng Aeroflot ở Kyrgyzstan. Sau khi độc lập, hãng đổi tên thành Kyrgyzstan Airlines. 
Tháng 10 năm 1997 hãng ký thỏa thuận hợp tác với Aeroflot về tiếp thị, bán vé, bảo trì máy bay vv... 
Vào ngày 2 tháng 1 năm 2002, hãng hàng không chuyển trụ sở chính đến tòa nhà Kyrgyzstan Airlines Sales Agency của Sân bay Quốc tế Manas. Trước đây trụ sở chính cũng nằm trong khuôn viên của sân bay.
Năm 2005, hãng hàng không này phá sản và được tiếp quản bởi Altyn Air, đổi tên thành Kyrgyzstan Air Company vào năm 2006.
Hiện nay hãng do chính phủ Kyrgyzstan nắm 81% vốn, các nhà đầu tư khác 11% và Quỹ Soial 8%

## Các nơi đến
(tháng 5/2007):
- Kyrgyzstan

- Bishkek
- Osh
- Kazarman
- Kerben

- Ấn Độ

- Delhi

- Hàn Quốc

- Seoul

- Pakistan

- Islamabad
- Karachi

- Tajikistan

- Dushanbe

- Trung quốc

- Urumqi

## Đội máy bay
(tháng 5/2008): 
- 1 Airbus A320
- 1 Airbus A319
- 1 Antonov An-26
- 5 Antovov An-28

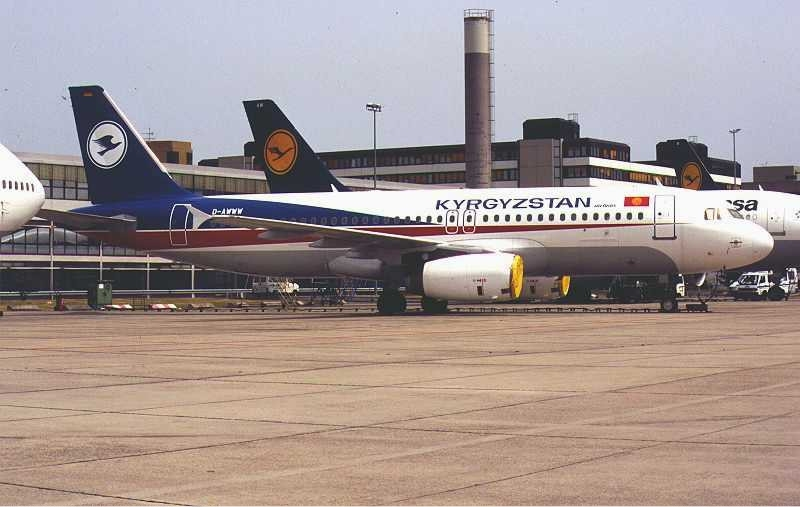
Một chiếc Airbus A320 của Kyrgyzstan Airlines vào năm 1998.

- 1 Boeing 737-200 (chở cho Itek Air)
- 1 Ilyushin Il-76TD
- 3 Tupolev TU-134A
- 2 Tupolev Tu-154M